# Lucía Yépez
Lucía Yépez Villafuerte (México, D.F., 1941) es una escritora, editora, poeta y compiladora de cuentos infantiles mexicana.
Su poesía ha sido incluida en antologías publicadas en España, Argentina y Perú, también ha sido traducida al inglés. Ha publicado varios libros en diferentes editoriales, su trabajo se destaca por su sobriedad y es considerada un referente en la literatura erótica regiomontana.

## Trayectoria
Licenciada en Letras Españolas por la U.N.A.M. y Licenciada en Artes por la Universidad Autónoma de Nuevo León. Después de licenciarse en Letras españolas publicó sus primero poemas en Palabras para llevar, realizó un diplomado y fue becaria de la S.O.G.E.M. Nuevo León de 1993 a 1994 y becaria del Centro de Escritores de Nuevo León CONARTE de 1999 al 2000. Se licenció en Artes en la U.A.N.L. en el 2004 y cursó un doctorado en el Centro de Investigaciones en Ciencias, Artes y Humanidades de Monterrey CICAHM en 2015.
Gestora y promotora cultural, organizadora de talleres de creación literaria y promotora de cultura. Editora y coordinadora de varias antologías de poesía como Voces en Libertad, de los CERESOS Topo Chico y Apodaca y editora de libros infantiles como Génesis y Palabras. Ha colaborado en varias publicaciones literarias como Tierra Adentro, Literatura en Nuevo León y A Punto.

## Obra
- Con cicatrices pero a salvo, 1997.
- Nosotros, los malditos y el resto, 2000.
- A la media noche solo los perros esperan, 2014.
- El rojo es un color salvaje, 2014.
- Raíz de gata negra, 2018.
- Las palabras no saben morder el polvo (compilación), 2019.[6][7]

### Antologías
- Versos veraniegos, 2004.
- Mujeres poetas de México: antología poética, (1940-1965).

## Premios
- "Celedonio Junco de la Vega” ISSSTE, (1994).
- “Edición de libros CONARTE”, (1996).
- “Literatura Nuevo León”, (1998).
- “Edición de libros Editorial Abismos Tijuana”, (2014).
- “Cuarto Concurso Regional de poesía” Instituto Tamaulipeco de la Cultura y las Artes ITCA, (2015).